# Zjerm
Zjerm (Albanees voor Vuur) is een nummer van de Albanese elektronische muziekgroep Shkodra Elektronike. Het vertegenwoordigt Albanië op het Eurovisiesongfestival 2025, dat zal plaatsvinden in Basel, Zwitserland. Het nummer werd geselecteerd via Festivali i Këngës 63, de nationale voorronde georganiseerd door de Albanese publieke omroep RTSH.

## Achtergrond
Shkodra Elektronike is een experimentele muziekformatie uit Shkodër, bekend om hun unieke combinatie van traditionele Albanese melodieën met elektronische en synthwave-invloeden. In december 2024 won de groep de publieksprijs van de 63e editie van Festivali i Këngës met het nummer Zjerm. Volgens de huidige regels van RTSH betekent het winnen van de publieksstemming automatisch selectie als Eurovisie-inzending.

## Compositie en thema
Zjerm is een elektronische track met diepe synthlagen, retroritmes en folkloristische zanglijnen. Het nummer is gecomponeerd door de leden van Shkodra Elektronike en geproduceerd in samenwerking met Kolë Laca. Lyrisch draait het om innerlijke passie, culturele identiteit en de spanning tussen traditie en moderniteit. De titel verwijst symbolisch naar een innerlijk vuur dat niet dooft.
De studioversie van het nummer werd uitgebracht op 10 december 2024, met een officiële Eurovisie-versie die mogelijk nog werd aangepast voor het internationale podium. De inzending kreeg na de selectie veel aandacht van zowel fans als internationale media. Muziekblogs prezen het gedurfde karakter van de track en de artistieke benadering van Albanië. Binnen de Eurovisiegemeenschap wordt Zjerm gezien als een van de meest experimentele en originele inzendingen van het jaar. Bij de bookmakers staat het nummer op plek 9 voor de winst .

## Prestaties op het songfestival
Shkodra Elektronike stond in de eerste van de twee halve finales op 15 mei 2025. Het nummer was als 12e aan de beurt. Tijdens de halve finales behaalde Shkodra Elektronike met Zjerm 122 punten en daarmee de tweede plaats, wat een kwalificatie voor de finale betekende.

Op 17 mei 2025 vond de finale plaats. Hierbij was Zjerm als 26e in de running order. In de finale behaalde Shkodra Elektronike 218 punten. Hiervan waren 45 punten van de vakjury's en de overige 178 punten kwamen voort uit televoting. Zjerm was tijdens het eurovisiesongfestival goed voor de achtste plaats.